# Günter Fronzeck
Günter Fronzeck (* 29. September 1937) war Fußballspieler in der höchsten DDR-Fußballklasse Oberliga. Dort spielte er für den SC Aufbau/1. FC Magdeburg, mit dem er dreimal DDR-Pokalsieger wurde. 
Der Abwehr- und defensiver Mittelfeldspieler kam 1963 im Alter von knapp 26 Jahren zum DDR-Oberligisten SC Aufbau Magdeburg. Zuvor hatte er bei der damals zweiten Kraft im Magdeburger Fußball, der Betriebssportgemeinschaft Turbine gespielt. Mit ihr hatte er in der viertklassigen Bezirksliga Magdeburg begonnen und zwischen 1959 und 1962 zweimal den Aufstieg zunächst in die II. DDR-Liga und danach in die I. DDR-Liga geschafft. 
Größere Erfolge erreichte Fronzeck mit dem SC Aufbau und seinem Nachfolger, dem 1. FC Magdeburg. Bereits zum Abschluss seiner ersten Saison beim Klub stand er am 13. Juni 1964 im Endspiel um den DDR-Fußballpokal. Als linker Mittelfeldspieler gewann er mit seiner Mannschaft 3:2 über den SC Leipzig. Ein Jahr später, am 8. Mai 1965, waren die Magdeburger erneut im Pokalendspiel. Diesmal siegten sie mit 2:1 über den SC Motor Jena, mit Fronzeck in der zentralen Abwehr. Die folgende Saison 1965/66 verlief für den inzwischen gegründeten 1. FC Magdeburg schlecht, denn am Ende musste er als Tabellenletzter in die zweitklassige DDR-Liga absteigen. So musste auch Fronzeck nach drei Jahren wieder für eine Spielzeit in der Zweitklassigkeit spielen, kehrte aber, nachdem er 26 der 30 Punktspiele absolviert hatte, mit seiner Mannschaft sofort wieder in die Oberliga zurück. Nach einem für einen Neuling respektablen dritten Platz in der Saison 1967/68, holten sich die Magdeburger am 1. Juni 1969 zum dritten Mal den DDR-Fußballpokal. Beim 4:0 über den FC Karl-Marx-Stadt spielte Fronzeck rechten Verteidiger. 
Durch seine Pokalsiege hatte sich Magdeburg auch für die Wettbewerbe um den Europapokal der Pokalsieger qualifiziert. Während Fronzecks aktiver Zeit absolvierte der Klub insgesamt dreizehn Spiele, von denen Fronzeck zehn Begegnungen bestritt. Das damals weiteste Vordringen geschah in der Saison 1965/66, als der 1. FC Magdeburg bis in das Viertelfinale gelangte. Dort wurde Fronzeck in den beiden Spielen gegen den englischen Pokalsieger West Ham United eingesetzt (0:1 und 1:1). 
Als Fronzeck mit 34 Jahren nach der Saison 1971/72 seine aktive Laufbahn beendete, hatte er für den SC Aufbau und den 1. FC Magdeburg insgesamt 201 Pflichtspiele absolviert, in denen er insgesamt acht Tore erzielte. Darunter waren 137 Spiele in der Oberliga und 28 Einsätze in den DDR-Pokalspielen. Als defensiver Spieler brachte er es nur auf acht Pflichtspieltore. 